# Francesc Gimeno i Arasa
Francesc Gimeno i Arasa (n. 4 februarie 1858, Tortosa, Catalonia, Spania – d. 22 noiembrie 1927, Barcelona, Catalonia, Spania) a fost un pictor și grafician spaniol, cunoscut mai ales pentru peisajele, scenele de oraș și autoportretele sale.

## Biografie
După terminarea studiilor primare, în 1880, s-a mutat la Barcelona, unde a lucrat ca pictor decorativ în atelierele lui Manuel Marqués (născut c. 1840). În același timp, el și câțiva prieteni au condus o mică academie de artă. Cu ajutorul unui litograf pe nume Francisco Tió, a reușit să se mute la Madrid în 1884, pentru a studia la Real Academia de Bellas Artes din San Fernando cu pictorul peisagist Carlos de Haes și pentru a face copii ale lui Velázquez la Muzeul Prado.
În 1887, s-a mutat la Torroella de Montgrí și, doi ani mai târziu, s-a stabilit pe Costa Brava, unde a pictat scene maritime. În 1888, a primit mențiune de onoare la Exposición Universal de Barcelona . La întoarcerea la Barcelona în anul următor, s-a închis într-un vechi atelier de decorator și, din motive necunoscute, a refuzat să participe la comunitatea artistică de acolo.
Abia în 1915, îndemnat puternic de prietenii săi, a susținut o mică expoziție privată la Galeriile Dalmau. Atunci a restabilit contactul cu un prieten din copilărie, doctorul Francesc de Paula Bedós i Arnal, care i-a devenit patron. După aceea, a petrecut perioade lungi de timp la domiciliul doctorului din Sabadell, pictând pentru un grup mic de clienți locali. A participat la câteva expoziți, în special în 1917 la Barcelona și 1920 la Begur.
A creat aproximativ 200 de autoportrete, care au puține asemănări stilistice cu celelalte lucrări ale sale. Avea un temperament aspru, puțini prieteni și, în ciuda unor succese, era de obicei înfundat în sărăcie. Scriitorul, Josep Pla⁠(d), l-a descris ca fiind o „ființă primitivă, marginală, anarhică” care picta prin instinct.
În 2006, Muzeul Național de Artă din Catalunya a organizat o expoziție intitulată „Francesc Gimeno, un artista maleït” (Un pictor blestemat/damnat). 
Fiul său cel mare, Martí Gimeno i Massaguer a devenit și el pictor, precum și sculptor și critic de artă.

## Galerie

Picturi
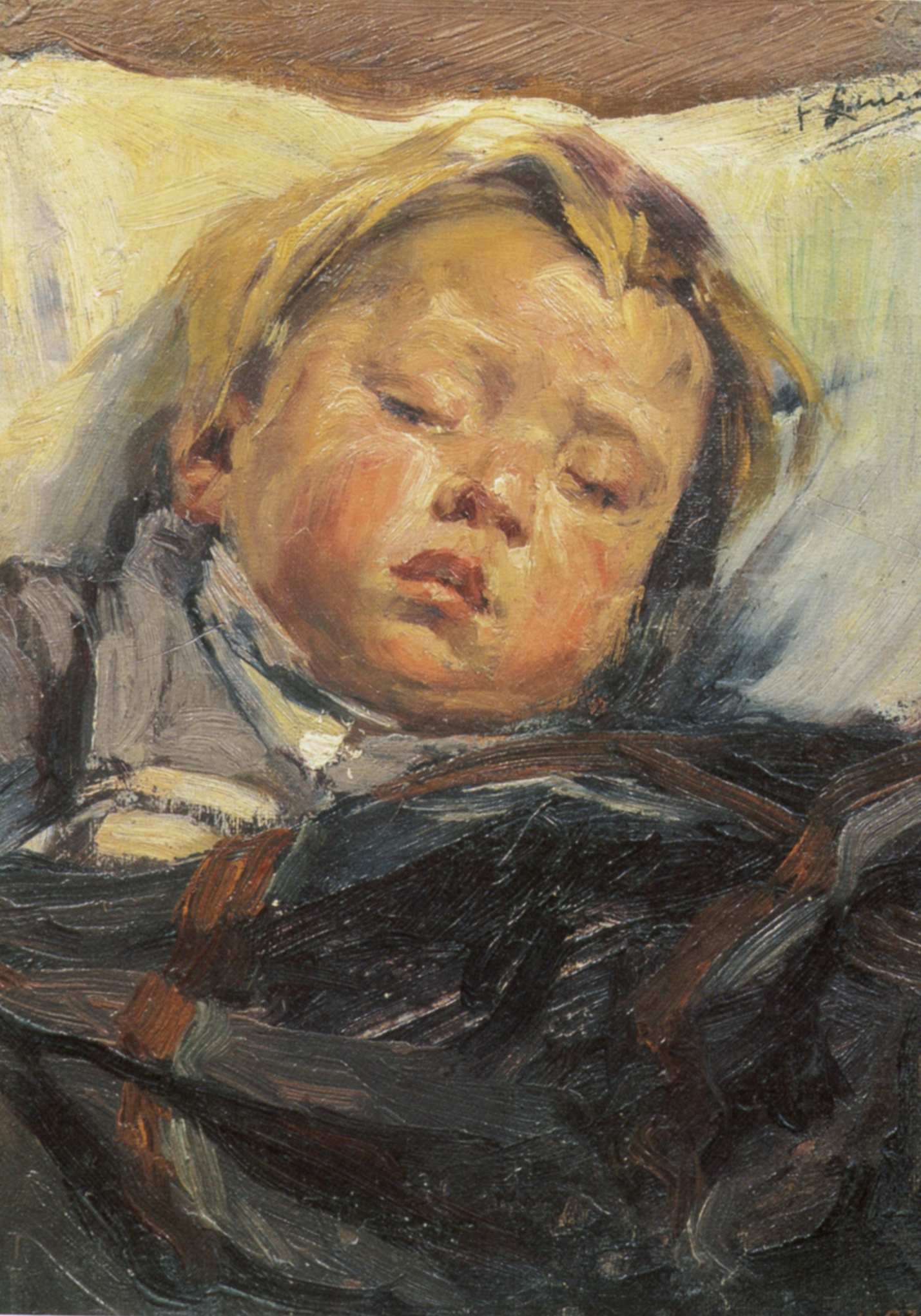
Cap de copil
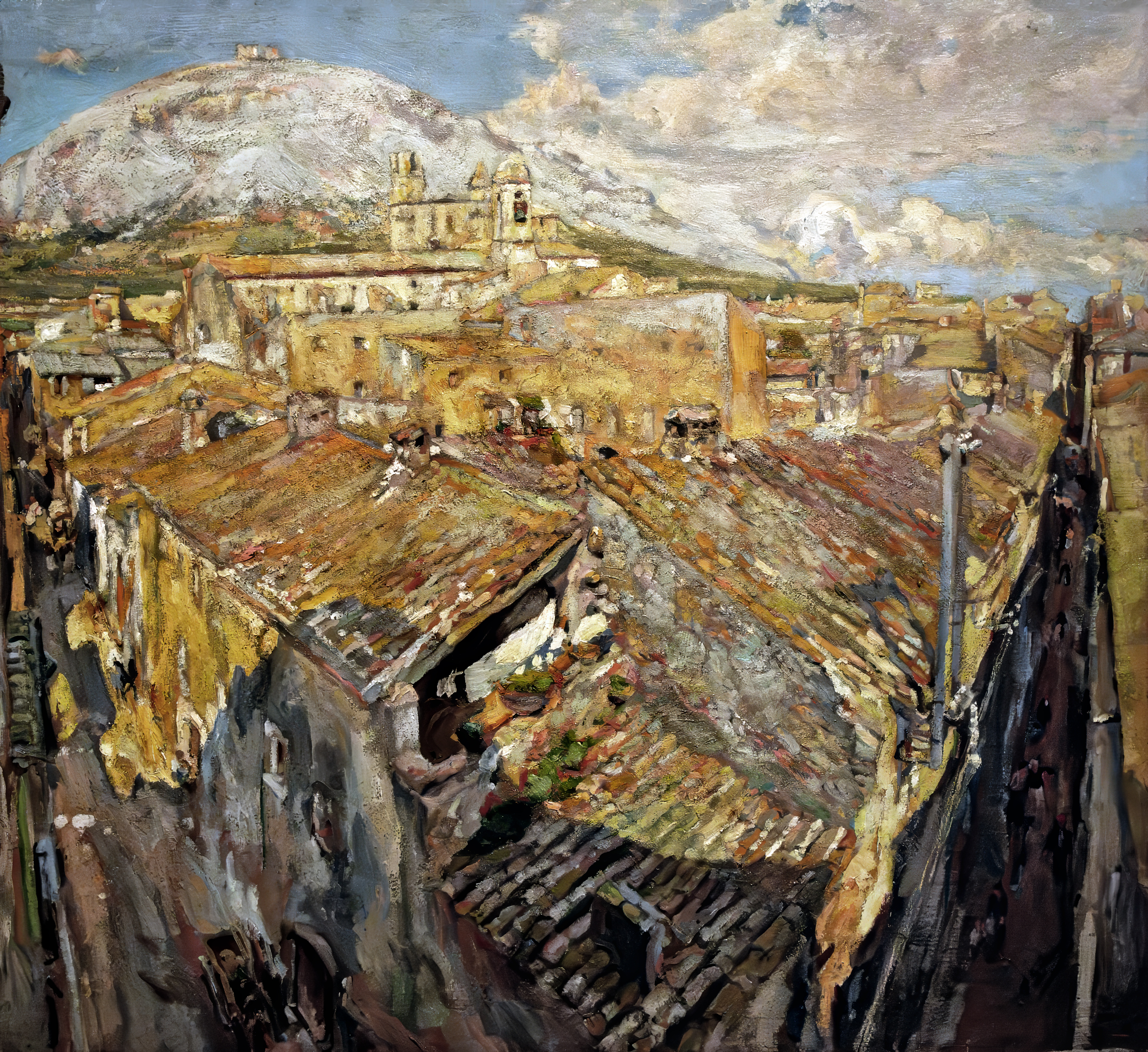
Un poble empordanès
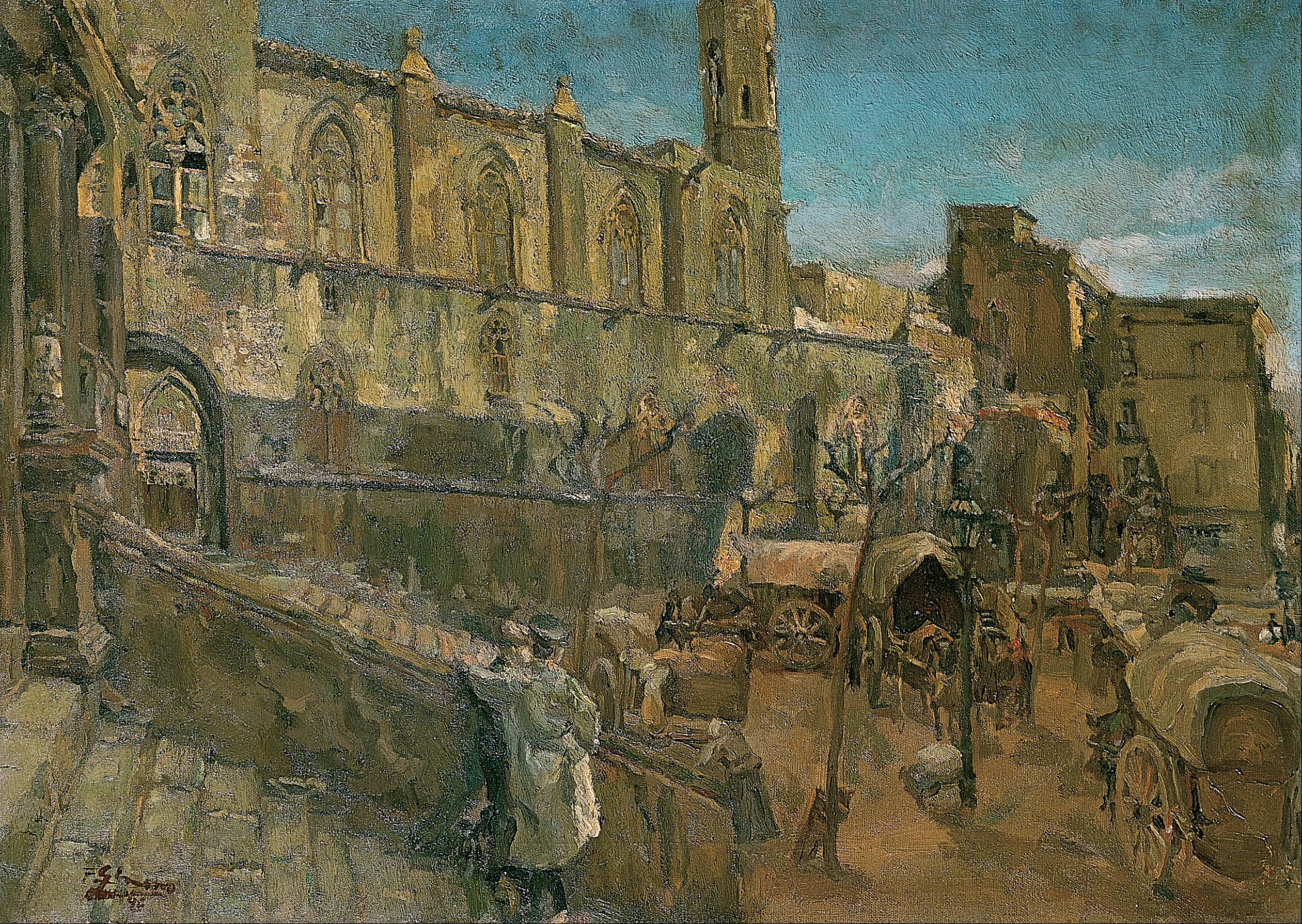
Plaza del Rey
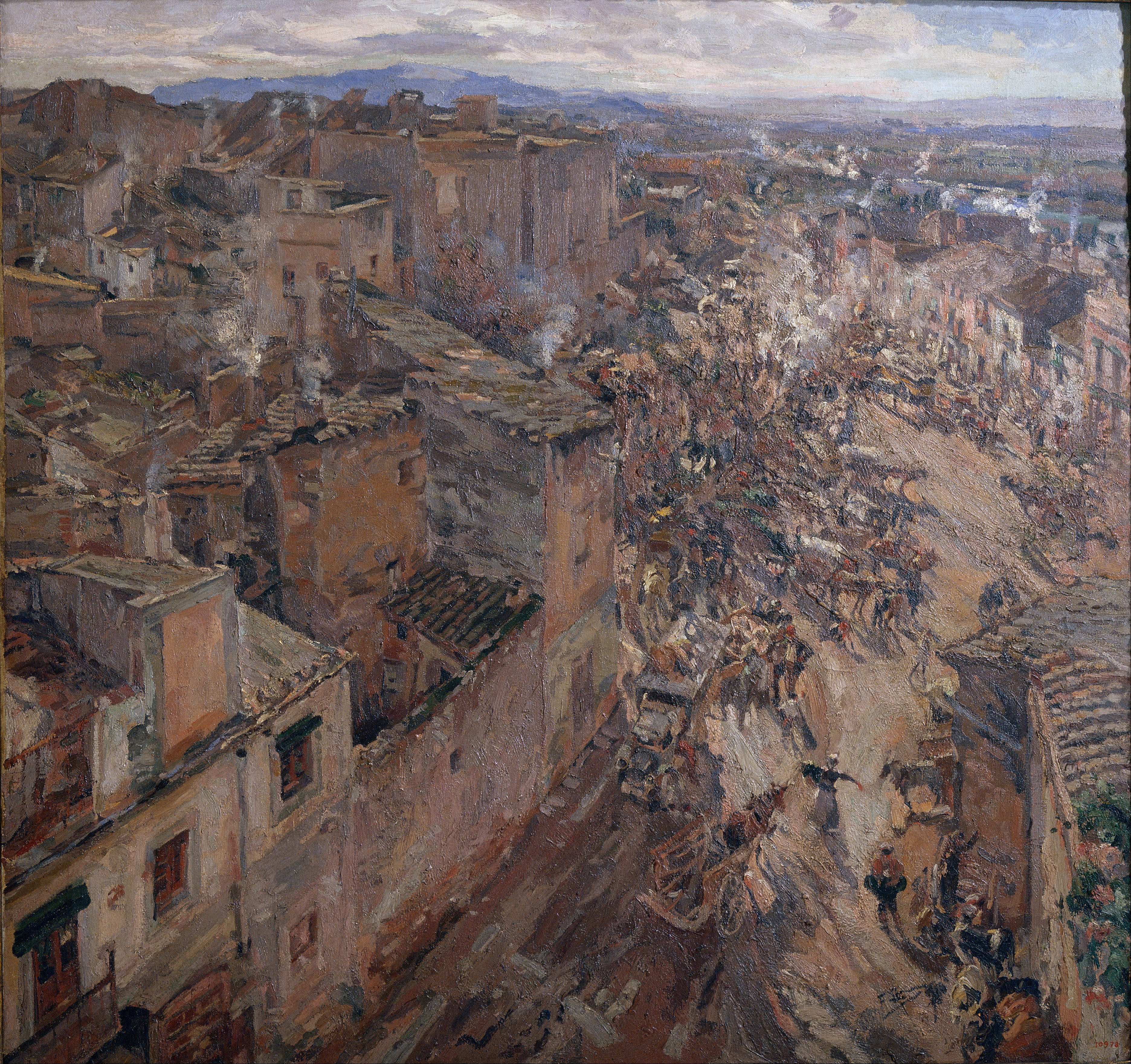
Zi de piață în Torroella
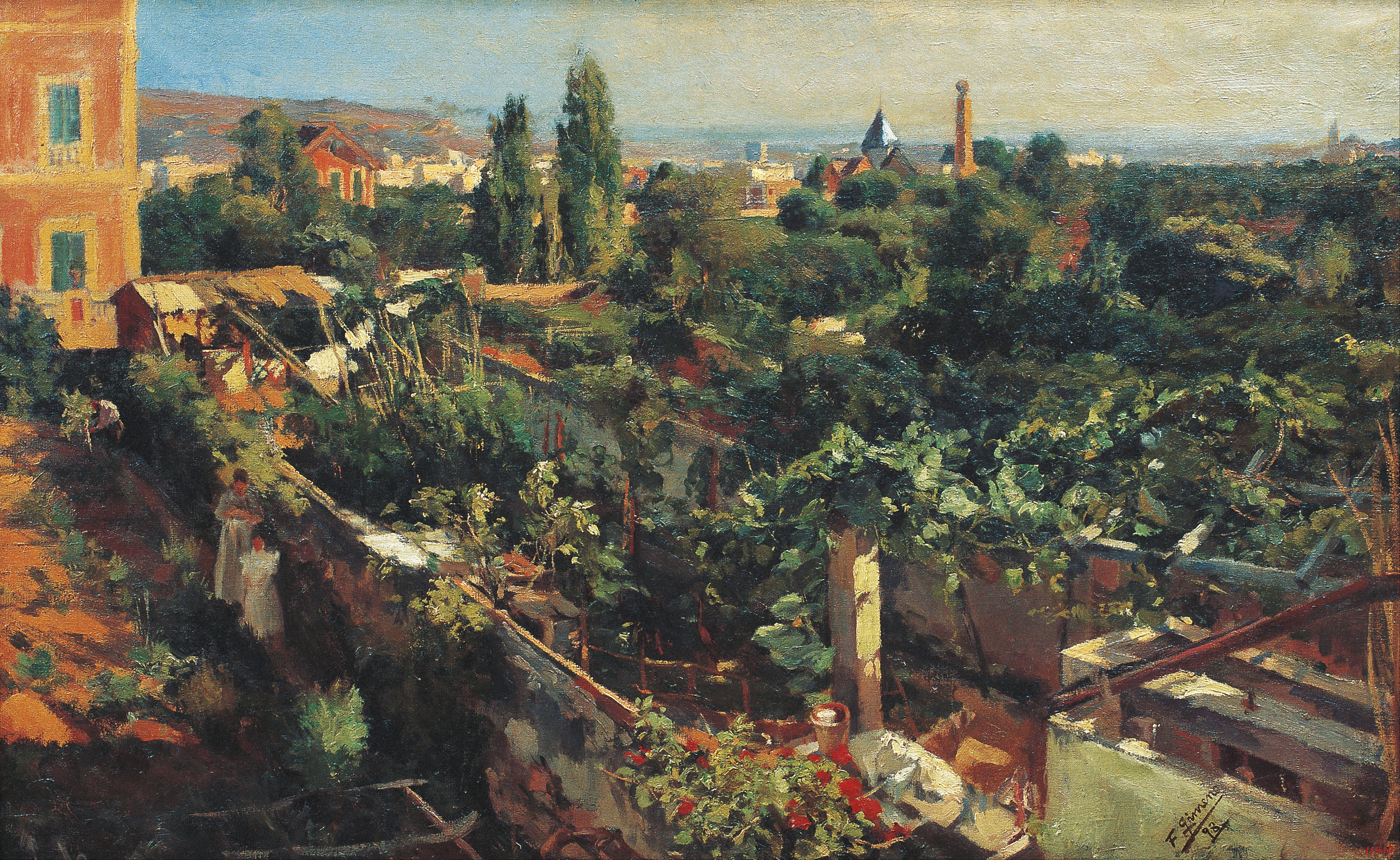
Vița de vie
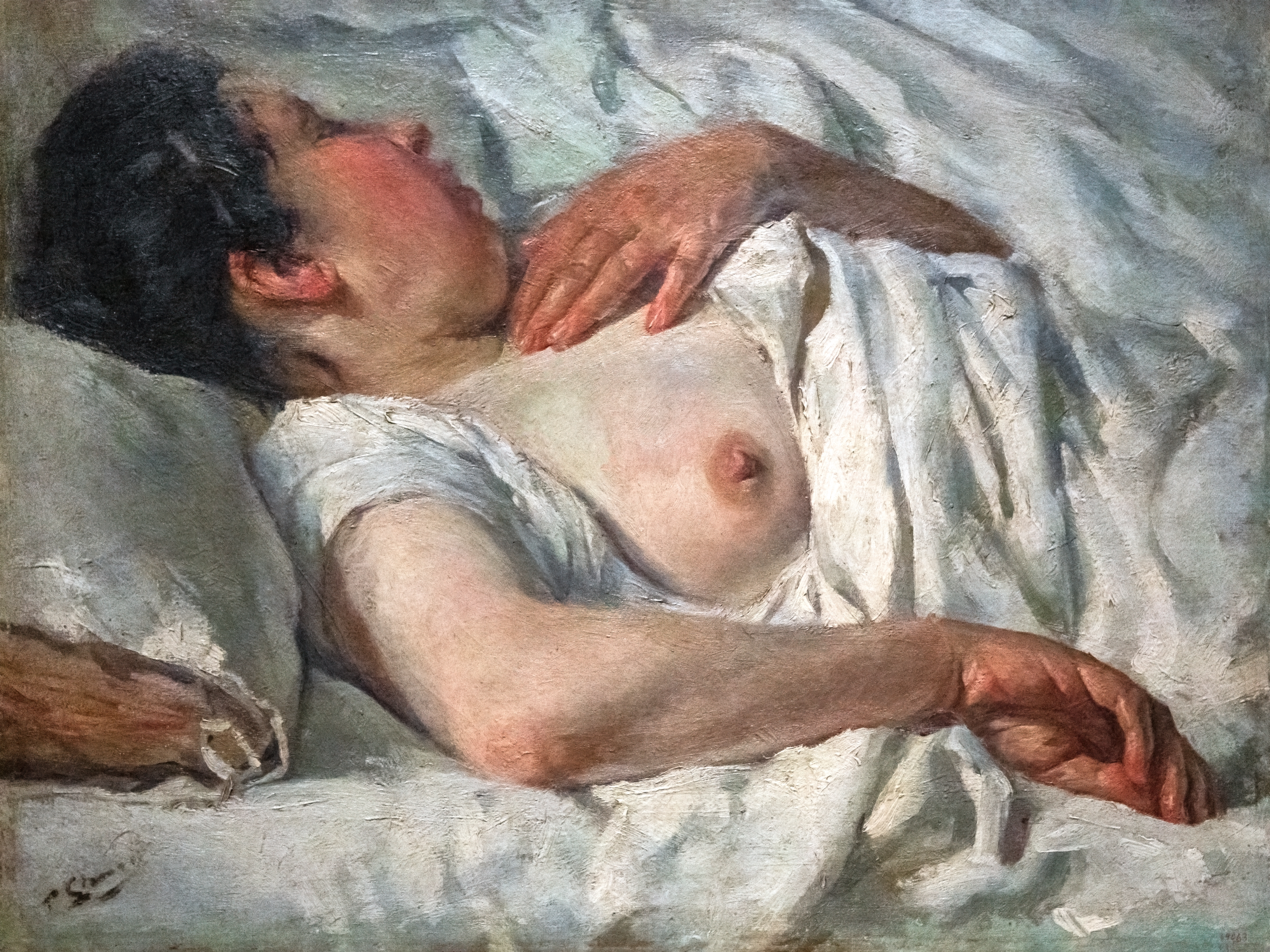
Femeie dormind
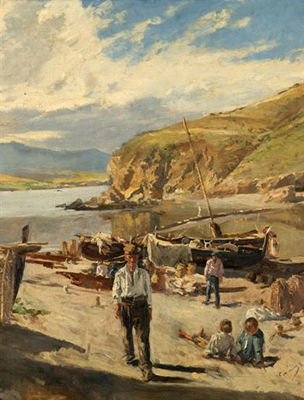
Marină
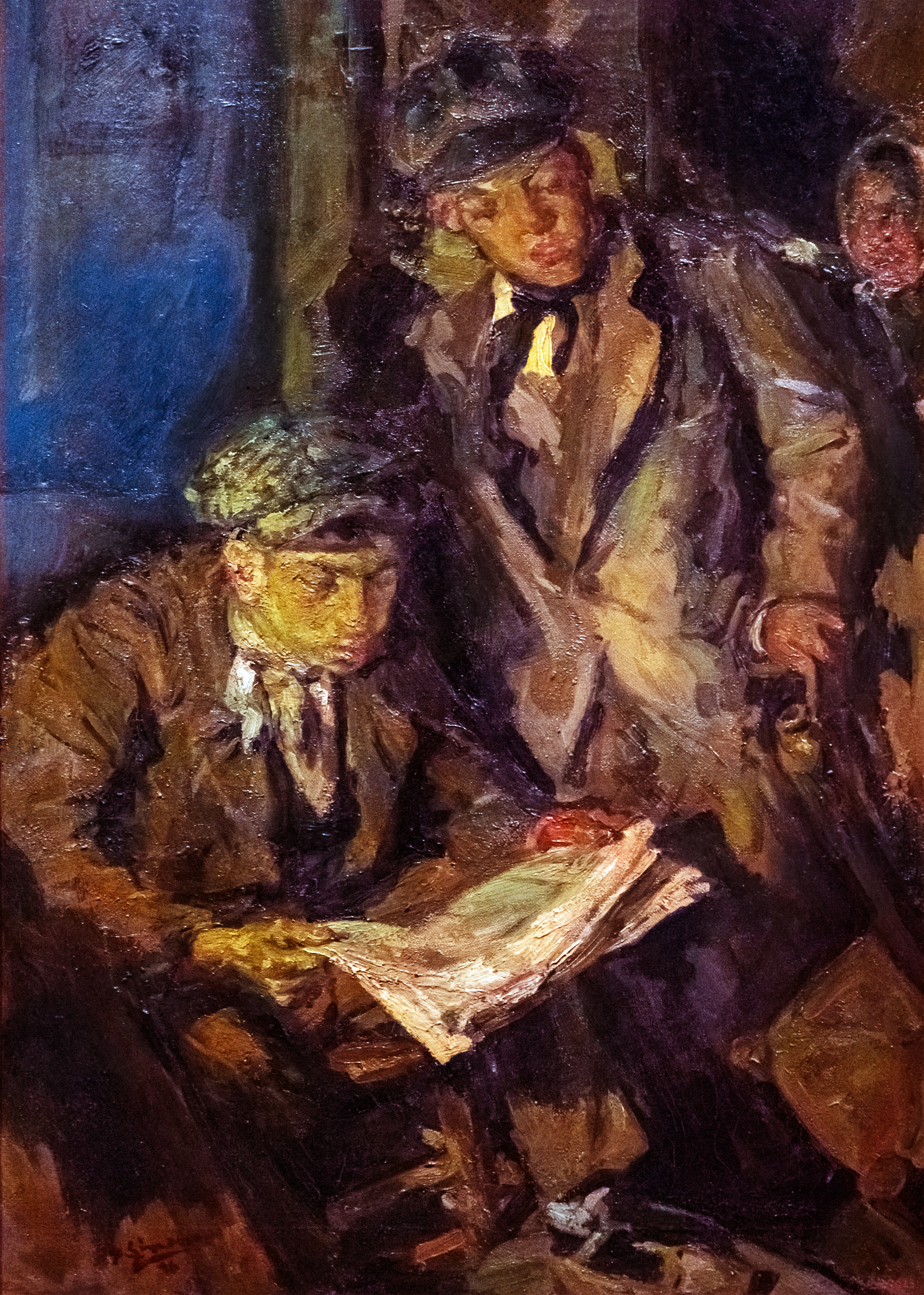
Llegint el diari
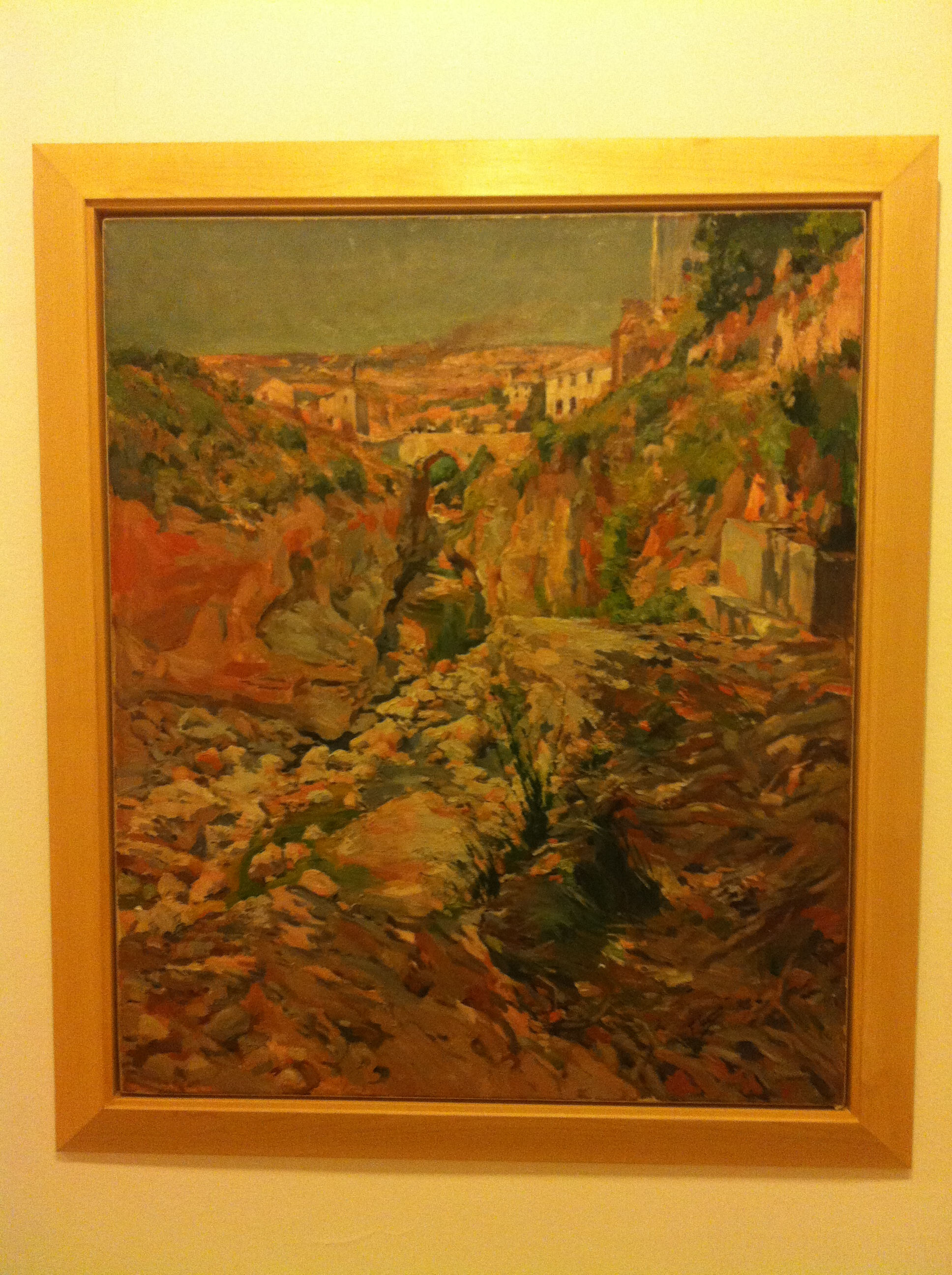
El pont d'Armentera sau Torrentera
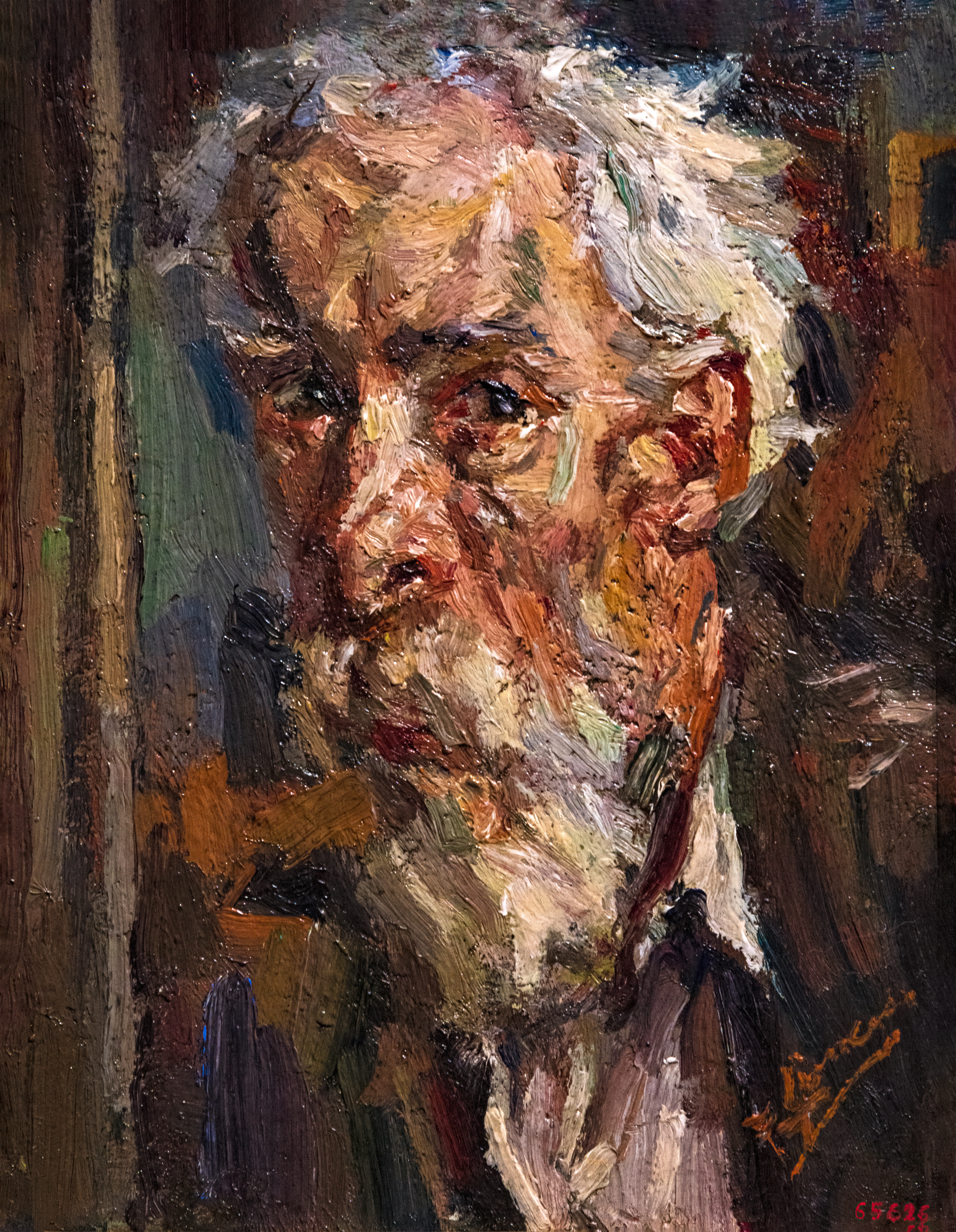
Autoretrat- 1925